# Potaminae
De Potaminae zijn een onderfamilie van krabben (Brachyura) uit de familie Potamidae.

## Geslachten
De Potaminae omvatten de volgende geslachten:
- Acanthopotamon Kemp, 1918
- Alcomon Yeo & Ng, 2007
- Himalayapotamon Pretzmann, 1966
- Lobothelphusa Bouvier, 1917
- Paratelphusula Alcock, 1909b
- Potamon Savigny, 1816
- Socotra Cumberlidge & Wranik, 2002
- Socotrapotamon Apel & Brandis, 2000